# Alborán

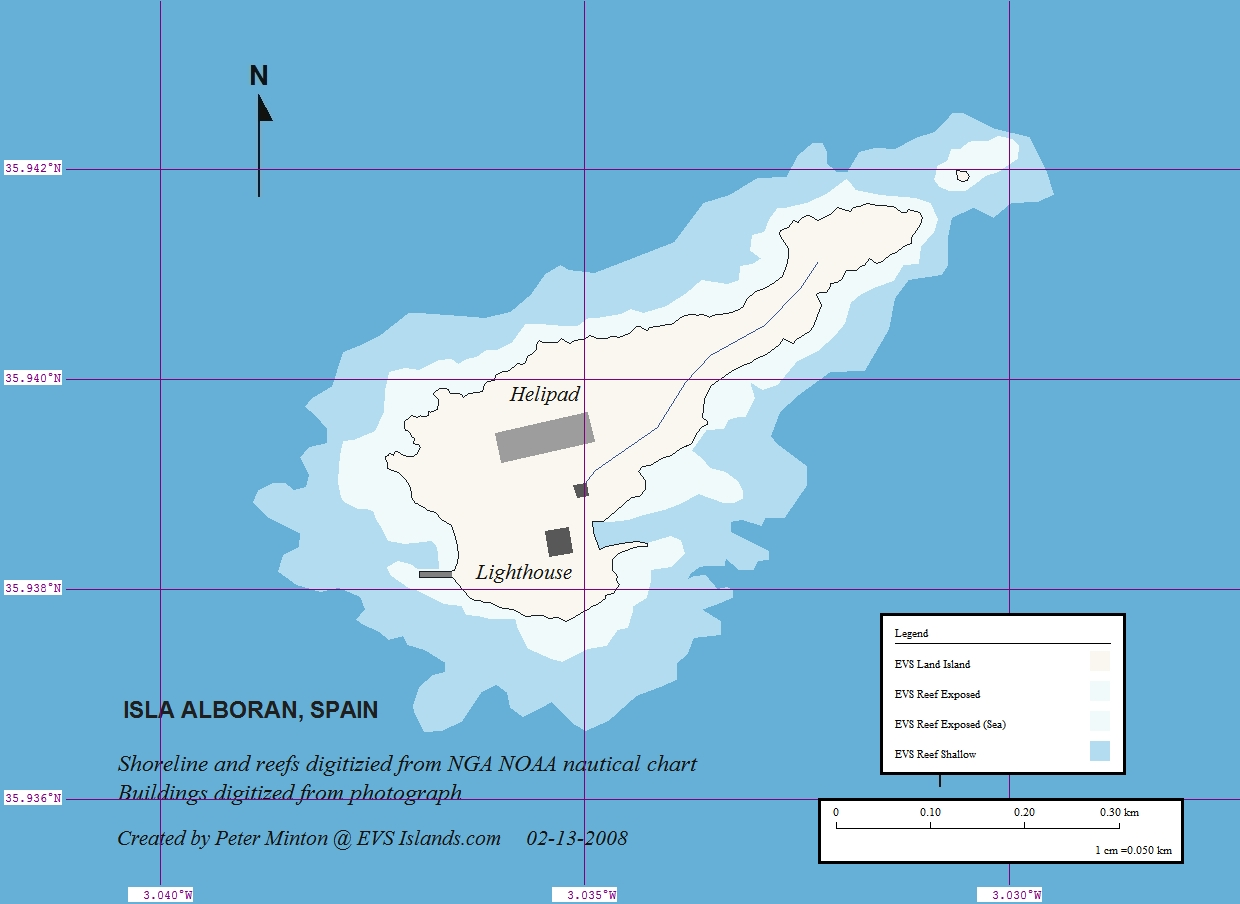
Karta över ön.

Alborán (spanska: Isla de Alborán) är en liten ö i Alboránsjön, i den västra delen av Medelhavet. Den ligger omkring 50 kilometer norr om den marockanska kusten och 90 kilometer syd om den spanska kusten i provinsen Almería. Ön ligger även sydöst om staden Málaga. 
Ön har tillhört Spanien sedan 1540, då den erövrades från den tunisisk-arabiska piraten Al Borani vid Slaget om Alborán. Ön är den enda platsen i världen för den korsblommiga växten Diplotaxis siettiana. På ön häckar rödnäbbad trut.